# Gauliga Mittelrhein 1937/38
De Gauliga Mittelrhein 1937/38 was het vijfde voetbalkampioenschap van de Gauliga Mittelrhein. Alemannia Aachen werd kampioen en plaatste zich voor de eindronde om de Duitse landstitel, waar de club in de groepsfase uitgeschakeld werd. Beuel protesteerde echter tegen de titel van Aachen en kreeg gelijk en werd tot kampioen uitgeroepen, voor de eindronde was het echter te laat.

## Eindstand
| Plaats | Club                 | Wed. | W | G | V  | Saldo | Ptn.  |
| ------ | -------------------- | ---- | - | - | -- | ----- | ----- |
| 1.     | SV 06 Beuel          | 18   | 9 | 7 | 2  | 25:20 | 25:11 |
| 2.     | TSV Alemannia Aachen | 18   | 9 | 6 | 3  | 32:21 | 24:12 |
| 3.     | VfL Köln 1899        | 18   | 6 | 8 | 4  | 43:28 | 20:16 |
| 4.     | Mülheimer SV 06      | 18   | 7 | 6 | 5  | 34:34 | 20:16 |
| 5.     | SV Rhenania Würselen | 18   | 7 | 4 | 7  | 34:29 | 18:18 |
| 6.     | SpVgg Sülz 07        | 18   | 6 | 4 | 8  | 30:30 | 16:20 |
| 7.     | TuRa Bonn            | 18   | 5 | 5 | 8  | 20:25 | 15:21 |
| 8.     | VfR 1904 Köln        | 18   | 5 | 4 | 9  | 29:36 | 14:22 |
| 9.     | Bonner FV 01         | 18   | 6 | 2 | 10 | 26:34 | 14:22 |
| 10.    | Kölner BC 01         | 18   | 6 | 2 | 10 | 19:35 | 14:22 |

|  | Kampioen, geplaatst voor nationale eindronde |
|  | Degradatie naar Bezirksliga                  |